# 加利福尼亞州的農業

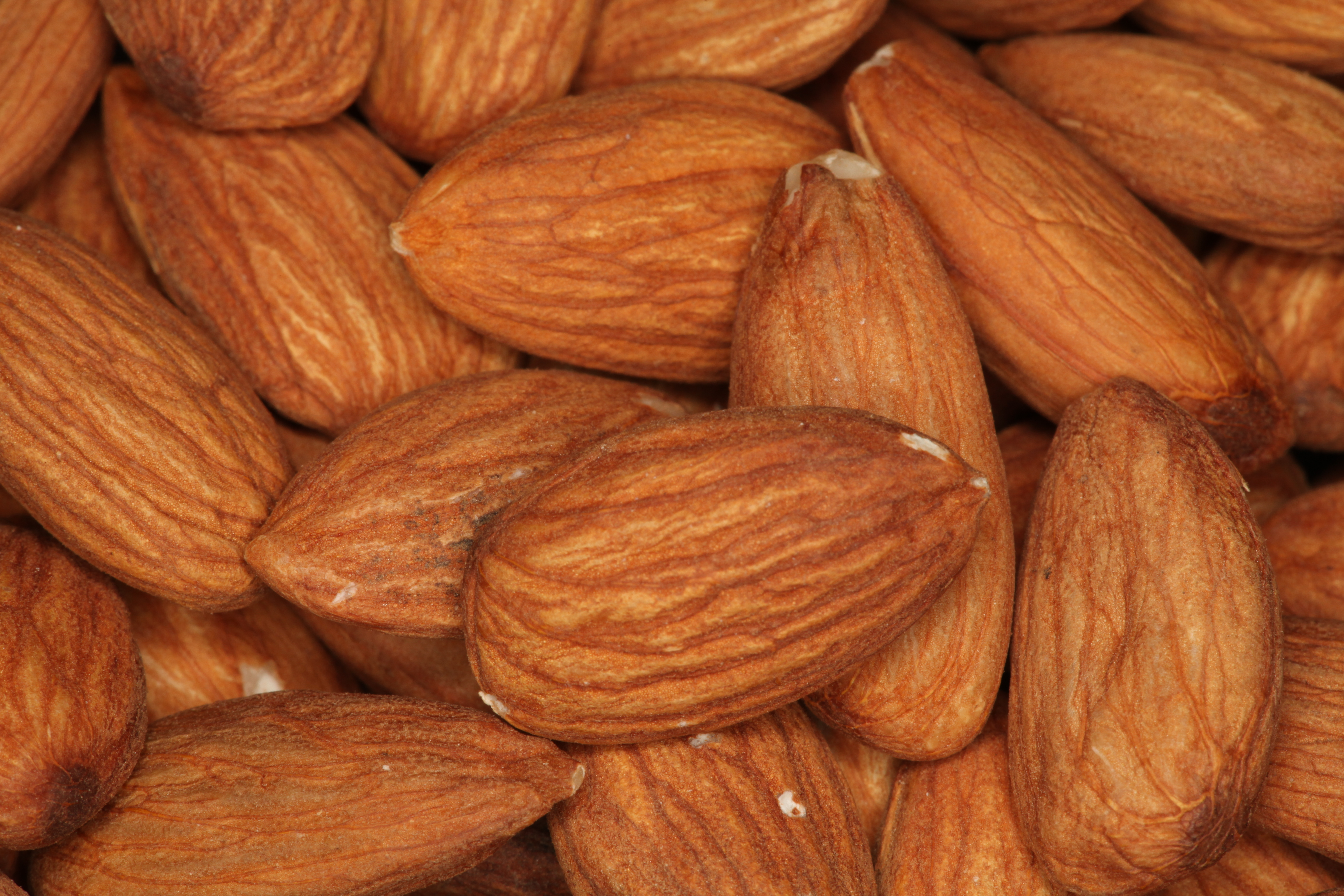
加州每年生产价值 53 亿美元的杏仁。那是美国100% 的商业杏仁，北美的 100%，以及全球 80% 的商业杏仁。

農業是加州經濟中重要的一環，2018年創造了近500億美元的收入。加利福尼亞州各地種植了400多種商品作物，包括美國所有水果、蔬菜和堅果的很大一部分。
2017年，該州有77,100個獨特的農場和牧場，佔地2530萬英畝（102,000平方公里）。 平均農場面積為328英畝（133公頃），大大低於美國444英畝（180公頃）的平均農場規模。
由於其規模和自然乾旱的氣候，農業使用加州約40%的用水量。農業還與其他負面環境和健康影響有關，包括作為水汙染的主要來源之一。

## 作物
- 杏仁